# Ацтекський Бетмен: Зіткнення імперій
«Ацтекський Бетмен: Зіткнення імперій» (англ. Aztec Batman: Clash of Empires; ісп. Batman Azteca: Choque de Imperios) — мексикансько-американський анімаційний фільм для дорослої аудиторії у жанрі супергеройського бойовика, заснований на персонажах DC Comics. Стрічка є спільною продукцією студій Ánima та Warner Bros. Animation. Режисером і сценаристом виступає Хуан Меса-Леон. Прем’єра фільму запланована на 18 вересня 2025 року на стримінговій платформі HBO Max, а також у кінотеатрах Мексики, дистриб’ютором виступить Cinépolis Distribución.

## Сюжет
Батька Йохуаллі Коатля, юного ацтекського хлопця, вбивають іспанські конкістадори. Подорослішавши, Коатль служить жерцем при дворі правителя Монтесуми II та разом з іншими жерцями храму Тцінекан протистоїть іспанським загарбникам. Захищаючи свій народ, він використовує таємничу маску і виступає під іменем «Бетмен».

## Акторський склад
- Орасіо Ґарсія Рохас[5][6] — Йохуаллі Коатль / Бетмен, юнак зі знатного ацтекського роду, життя якого руйнується після вбивства його батька іспанським конкістадором Ернаном Кортесом. У дорослому віці Коатль приймає образ Бетмена — воїна в масці, що бореться за справедливість і мститься Кортесу, приховуючи свою справжню сутність під виглядом звичайного жерця[7].
- Омар Чапарро[5] — Йока / Джокер, колись шанований жрець, який зійшов з розуму після того, як почув голос бога Віцилопочтлі, що наказав йому приносити людські жертви. Внаслідок цього Йока втрачає розум і спотворює себе.
- Альваро Морте[5] — Ернан Кортес / Дволикий, іспанський конкістадор, що прагне завоювати Теночтітлан заради золота. Пихатий і жадібний, він переживає замах, після якого одна половина його обличчя залишається спотвореною. Після цього він нав’язливо підкидає подряпаний золотий дублон, аби вирішити долю своїх жертв.

## Виробництво
13 червня 2022 року на Міжнародному кінофестивалі у Гвадалахарі стримінговий сервіс HBO Max Latin America оголосив про початок виробництва фільму. Стрічка стала першою спільною роботою студій Ánima та Warner Bros. Animation. Режисером фільму виступив Хуан Меса-Леон, а продюсерами — Хосе С. Ґарсія де Летона та Фернандо де Фуентес з компанії Ánima. Фільм заснований на персонажах, пов’язаних із Бетменом, і повністю створений на території Мексики. Виконавчими продюсерами проєкту стали Сем Реджістер і Томас Янкелевич, а культурним консультантом — Алехандро Діас Барріґа.
Окремі оглядачі відзначали, що співпраця Warner Bros. Animation з латиноамериканськими студіями, ймовірно, стане «однією з багатьох», оскільки HBO Max Latin America планував випустити від 50 до 70 оригінальних проєктів регіонального виробництва до 2023 року. У червні 2022 року роль Йохуаллі / Бетмена отримав Орасіо Ґарсія Рохас. У вересні 2022 року до команди продюсерів приєдналися Аарон Д. Берґер і Каріна Шульце.

## Прем'єра
Прем’єра фільму «Ацтекський Бетмен: Зіткнення імперій» запланована на 18 вересня 2025 року. Стрічка буде випущена на стримінговій платформі HBO Max, а також у кінотеатрах Мексики, дистрибуцією яких займається компанія Cinépolis Distribución.